# 소녀춘
『소녀춘』(일본어: 少女椿 쇼죠츠바키[*], 영어: Mr. Arashi's Amazing Freak Show)은 마루오 스에히로의 만화 작품이다. 소위 가로계라고 불리는 일본 얼터너티브 코믹 중 세계적으로 평가와 지명도가 높은 작품이다. 애니메이션판 제목은 《지하환등극화 소녀춘》(일본어: 地下幻燈劇画 少女椿, 일본어: Midori)이다.

## 줄거리
쇼와 13년(1938년)에 가난한 집안에서 태어난 미도리는 아버지가 가족을 버리고 간 후 병석에 누운 어머니와 함께 살고 있는 소녀이다. 생계를 꾸리기 위해 미도리는 학교를 그만두고 시내에서 동백꽃을 팔기 시작하는데, 그곳에서 어려움이 있으면 자신을 찾아오라고 말하는 한 남자를 만난다. 집으로 돌아온 미도리는 쥐들에게 일부가 먹힌 채 죽어있는 어머니를 발견한다. 고아가 된 미도리는 자신을 도와주겠다고 약속했던 그 남자를 찾아가기로 결심한다.
그 남자의 주소는 기형적인 외모를 가진 공연자들이 미도리를 하인처럼 부리며 학대하고 성폭행하는 괴물쇼인 레드캣 서커스였다. 미도리는 도망치길 꿈꾸지만 갈 곳이 없어 절망에 빠진다. 레드캣이 수익을 잃어가자 단장인 아라시는 서양 마술에 능통한 난쟁이 마사미쓰를 고용한다. 마사미쓰는 즉시 미도리에게 호감을 보이며 그를 조수이자 연인으로 삼고, 마술을 사용해 서커스단의 학대로부터 보호한다.
마사미쓰의 쇼는 성공을 거두지만, 미도리와의 관계는 통제적이고 학대적으로 변한다. 미도리는 마사미쓰가 마술로 경쟁자를 살해하는 것을 목격하고, 그가 미도리가 배우로서 새 삶을 시작하려는 것을 폭력적으로 저지하는 것을 경험한다. 미도리와 다툰 후, 마사미쓰의 마술 능력이 쇼 도중 통제를 벗어나 관객들을 일시적으로 기괴하게 변형시키고, 이로 인해 경찰이 레드캣을 폐쇄한다. 아라시는 서커스 자금을 들고 도망가고, 공연자들은 각자도생하게 된다.
마사미쓰는 미도리에게 사과하며 새로 시작하자고 제안한다. 그들은 미도리에게 우호적이 된 단원들을 떠난다. 마사미쓰는 미도리에게 음식을 사오는 동안 버스 정류장에서 기다리라고 하지만, 가는 길에 그는 도둑에게 칼에 찔려 죽는다. 미도리는 필사적으로 마사미쓰를 찾아다니다가 결국 그가 자신을 버렸다고 믿게 된다. 그는 서커스단과 부모가 자신을 조롱하는 환각을 보기 시작하고, 그 환각들이 사라질 때까지 공격한다. 홀로 남은 미도리는 절망 속에서 울음을 터뜨리며 이야기는 끝이 난다.

## 제작 과정

### 배경
《소녀춘》은 나니와 세이운이 그린 21권짜지 《가미시바이》를 마루오 스에히로가 각색한 작품이다. 나니와의 작품은 쇼와 시대의 멜로드라마로, 아버지가 사라진 후 어머니를 도우려고 거리에서 동백꽃을 팔기 시작하는 단발머리 소녀 미도리의 이야기다. 인신매매범들이 그를 레뷰쇼에 출연하도록 강요하고 유명해지자 부모가 구출하려 한다. 이야기는 미도리가 가족과 재회하며 끝난다.
마루오의 재해석은 순진한 꽃파는 소녀가 인신매매되는 설정을 차용하되, 레뷰쇼를 괴물쇼 서커스로 바꾸고 학대를 묘사하며 나니와의 이야기와 크게 다른 비극적 결말로 이야기를 에로구로풍으로 다시 써냈다.

### 제작
나니와의 《가미시바이》의 배경을 충실히 묘사하기 위해, 마루오는 쇼와 시대 도쿄의 사진집 등 다양한 역사적 자료를 조사했다. 하라다 히로시에 따르면, 이러한 자료들은 마루오 버전의 이야기 중 일부가 실제 사건을 바탕으로 했음을 보여준다.

### 출간
《소녀춘》은 청년 잡지 《월간만화 가로》에 8개의 장과 프롤로그로 연재되었다. 첫 장은 1983년 8월호에 실렸고, 마지막 장은 1984년 7월에 발표되었다. 세이린도는 1984년 9월에 모든 장을 단행본으로 묶어냈고, 1999년에 개정판을 냈다. 세이린 고게이샤는 2003년에 추가 개정판을 출간했다.
이 만화는 1993년 블라스트 북스에서 《미스터 아라시의 놀라운 괴물쇼》라는 제목으로 영어로 번역되었다. 또한 2001년 코코니노 프레스에서 이탈리아어로, 2003년 글레나에서 스페인어로, 2005년 에디시옹 임호에서 프랑스어로, 2008년 코믹스 팩토리에서 러시아어로 번역되었다. 블라스트 북스의 영어 제목을 바탕으로 한 러시아어판을 제외한 해외 번역본들은 원제를 유지했다.